# Venustoma lacunosa
Venustoma lacunosa é uma espécie de gastrópode do gênero Venustoma, pertencente a família Mangeliidae.